# Cheikh Sidy Mokhtar Mbacké
 (octobre 2018).
Si vous disposez d'ouvrages ou d'articles de référence ou si vous connaissez des sites web de qualité traitant du thème abordé ici, merci de compléter l'article en donnant les références utiles à sa vérifiabilité et en les liant à la section « Notes et références ».
Sidy Mokhtar Mbacké, né le 11 juillet 1924 à Mbacké Kadior au Sénégal et s’est éteint dans la nuit du 9 au 10 janvier 2018 à Touba dans le même pays, est un chef religieux sénégalais. Il est khalife des Mourides du 1er juillet 2010 jusqu'à sa mort.

## Biographie
Sidy Mokhtar Mbacké est le fils de Mouhamadou Lamine Bara Mbacké (fils d'Ahmadou Bamba, fondateur du mouridisme). Dès son jeune âge, il poursuit ses études coraniques chez Serigne Dame Diop disciple de son père et les achève chez Serigne Mouhamadou Lamine Diop Dagana. Il reçoit une formation complète sur le mysticisme auprès de son père ; ce qui lui a permis de mener beaucoup d’activités, tel que l’élevage, l’agriculture, l’éducation spirituelle sur la méthode et l’enseignement d'Ahmadou Bamba.
Il est réputé d'être un grand soufi, un partisan d'un islam rigoriste.
Cheikh Sidy Mokhtar Mbacké succède à Serigne Bara Mbacké Falilou (en) le 1er juillet 2010 à la tête de la confrérie mouride comme 7e Khalife de Serigne Touba. Durant son khalifat, Sidy Mokhtar Mbacké entretient des relations pacifiques avec les autres confréries musulmanes du pays, dont les Tidjianes.
Il s'active pendant toute sa vie à réaliser des édifices pour la confrérie dont on peut citer la construction de la grande mosquée mouride de Dakar, la mosquée Massalikul Jinaan avec un coût de plus de 30 milliards, l'embelissement de la Grande Mosquée de Touba avec la construction de 2 minarets avec un coût de 5 milliards et une contribution d'un milliard pour lutter contre les inondations à Touba.
Cheikh Sidy Mokhtar décède le 10 janvier 2018 après une longue maladie. Il est inhumé auprès de sa résidence à Gouye Mbind à Touba. Son cousin Serigne Mountakha Mbacké, fils de son oncle Serigne Bassirou Mbacké lui succède.